# Tibnah
Tibnah är en ort i Jordanien.   Den ligger i guvernementet Irbid, i den norra delen av landet, 60 km norr om huvudstaden Amman. Tibnah ligger 625 meter över havet och antalet invånare är 5 229.
Terrängen runt Tibnah är kuperad. Runt Tibnah är det tätbefolkat, med 459 invånare per kvadratkilometer. Närmaste större samhälle är Irbid, 14,3 km nordost om Tibnah. Trakten runt Tibnah består till största delen av jordbruksmark.